# Кукоара
Кукоара (рум. Cucoara) — село в Кагульском районе Молдавии. Является административным центром коммуны Кукоара, включающей также село Киркань.

## География
Село расположено на высоте 82 метров над уровнем моря.

## Население
По данным переписи населения 2004 года, в селе Кукоара проживает 1203 человека (598 мужчин, 605 женщин).
Этнический состав села:
| Национальность | Число жителей | Процентный состав |
| -------------- | ------------- | ----------------- |
| молдаване      | 1085          | 90,19             |
| украинцы       | 40            | 3,33              |
| болгары        | 30            | 2,49              |
| русские        | 24            | 2,0               |
| румыны         | 18            | 1,5               |
| гагаузы        | 6             | 0,5               |
| Всего          | 1203          | 100 %             |